# Победа (Ржевский район)
Побе́да — посёлок сельского типа в Тверской области России. Входит в Ржевский муниципальный округ. С 2005 до 2022 года был центром одноимённого поселения Ржевского района. 

## География
Посёлок находится в 5 километрах к северо-западу от границы города Ржева, в 4 километрах от автодороги Р87 «Ржев — Осташков». На северо-востоке от посёлка находится небольшое водохранилище на речке Добрая (Добрый ручей, приток Волги).

## История
В начале XX века в районе современного посёлка вдоль реки Добрая располагались населённые пункты: Ново-Семёновское, Горки (Горы Казеки), Берниково, Городякино, Мурылево, Мартюково.
Во время Великой Отечественной войны эти места стали ареной ожесточенных, кровопролитных боев Ржевской битвы 1942—1943 годов. Все вышеперечисленные деревни были сожжены или полностью разрушены. Сейчас существует лишь деревня Мурылево.
После войны самую крупную деревню — Горы Казеки (до войны 44 двора, школа) было решено восстановить на новом месте, южнее разрушенной деревни. В 1949 году восстанавливаемая деревня Казеки получила название посёлок Победа.
В 1970-80-е годы это благоустроенный посёлок, центральная усадьба ОПХ «Победа» ВНИИ Сельскохозяйственного Использования Мелиорированных Земель.
В 1996 году в посёлке 226 хозяйств, 586 жителей. Администрация Победовского сельского округа, центральная усадьба ОПХ «Победа», средняя школа им. В. А. Обручева, ДК, библиотека, медпункт, отделение связи, баня, столовая, магазин.

## Население
| 1996 | 2002 | 2010 |
| ---- | ---- | ---- |
| 586  | ↗590 | ↘563 |

## Воинское захоронение
Братская могила воинов Красной Армии создана в 1954 году, в неё перезахоронили погибших из нескольких окрестных братских могил.
По данным администрации Ржевского района на 2010 год, в братской могиле в посёлке Победа 1236 захороненных, у 58 имена установлены.